# Caramuru
Diogo Álvares Correia (Viana do Minho, 10 de Janeiro de 1475 – Tatuapara, 5 de outubro de 1557), também conhecido como Caramuru (do tupi karamuru, moreia, nome de um peixe), foi um náufrago português que passou a vida entre os indígenas da costa do Brasil e que facilitou o contato entre os primeiros viajantes europeus e os povos nativos do Brasil. Recebeu a alcunha de Caramuru pelos Tupinambá. É considerado o fundador do município baiano de Cachoeira.

## Biografia

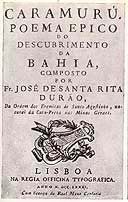
"Caramuru. Poema Épico do Descobrimento da Bahia". Fac-simile da capa da primeira edição, 1781.

Da principal nobreza de Viana, vindo ter à Bahia por acaso da fortuna, Diogo alcançou a costa na altura do Arraial do Rio Vermelho como náufrago de uma embarcação francesa, entre 1509 e 1510 ou, segundo outras fontes, após 1530. Acerca do episódio, afirma-se:
| “ | Viajando para São Vicente por volta de 1510, o Fidalgo da Casa Real Diogo Álvares naufragou nas proximidades do Rio Vermelho, em Salvador, na baía de Todos os Santos. Seus companheiros foram mortos pelos Tupinambá, mas ele conseguiu sobreviver e passou a viver entre os índios, de quem recebeu a alcunha de Caramuru, que significa moreia. | ” |

O apelido seria uma referência ao fato de Diogo Álvares ter sido encontrado pelos indígenas em meio às pedras da praia e às algas, como se fosse uma moreia. Segundo outra versão, muito difundida, embora contestada por vários historiadores, ele teria conseguido impor-se definitivamente perante os indígenas antropófagos (que teriam morto e comido os demais portugueses) ao disparar para o ar uma arma de fogo, salva do naufrágio e desconhecida dos indígenas, os quais, muito assustados, teriam passado a chamá-lo, desde então, "Caramuru", nome para o qual foram atribuídos muitos significados, a depender da fonte consultada: 'filho do fogo', 'filho do trovão', 'homem do fogo', 'dragão do mar', 'dragão que o mar vomita', peixe semelhante à moreia, grande moreia ou 'aquele que sabe falar a língua dos índios'. O episódio da arma de fogo — pela primeira vez referido, por escrito, pelo padre jesuíta Simão de Vasconcelos —, aparece em quase todas as narrativas sobre o Caramuru até meados do século XIX. Varnhagen foi o primeiro a duvidar desse relato e a ironizá-lo. Historiadores posteriores, porém, continuaram a repetir a mesma história. As origens nobres de Diogo Álvares começariam a ser afirmadas no século XVII, com Frei Vicente do Salvador e o padre Simão de Vasconcelos, prosseguindo com Sebastião da Rocha Pita, no século XVIII.

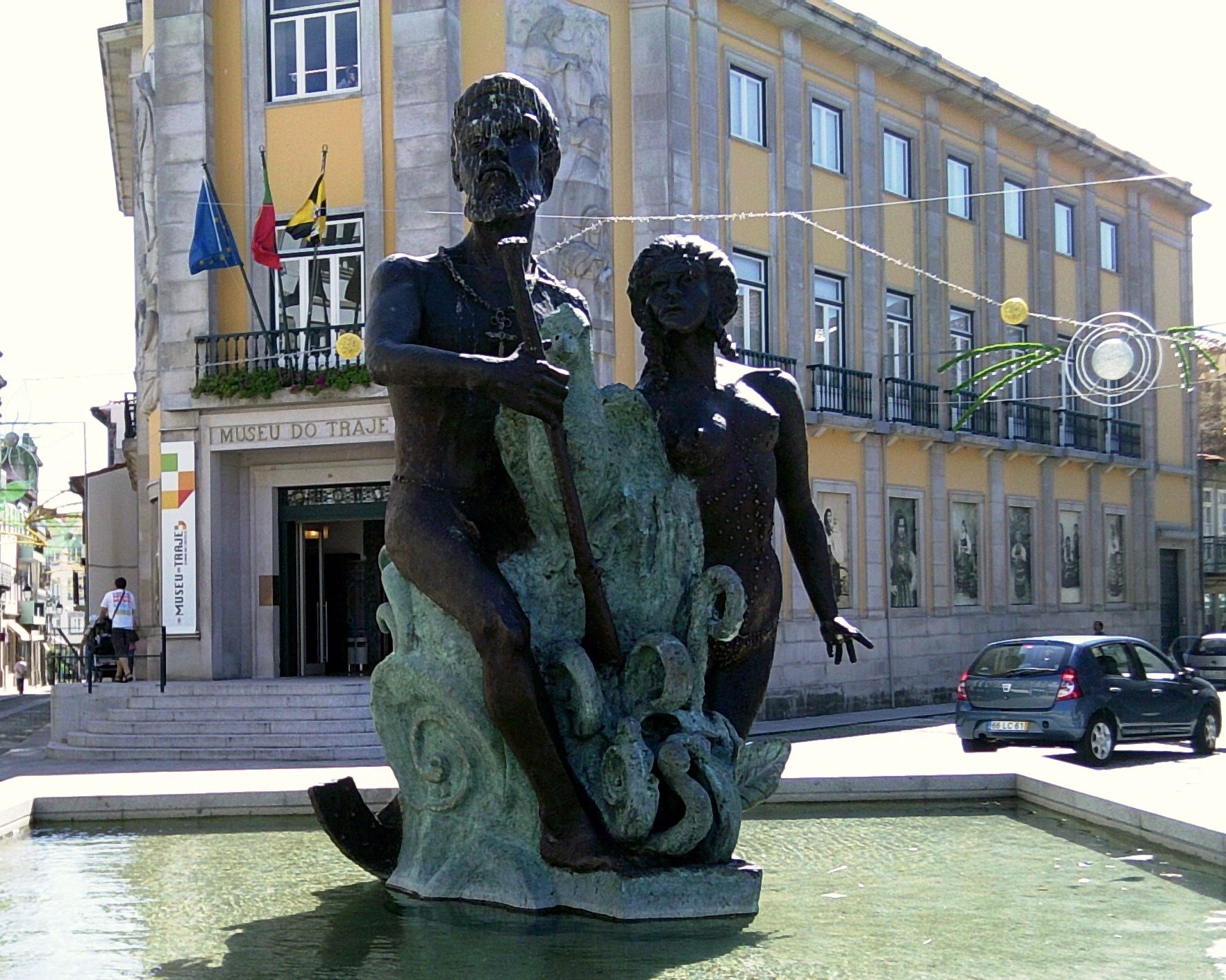
Caramuru e Paraguaçu, Viana do Castelo (Portugal).

O náufrago foi bem acolhido pelos Tupinambás, a ponto de o chefe deles, Taparica, ter-lhe dado uma de suas filhas, Paraguaçu, como esposa. Segundo alguns historiadores, fez construir com os restos do navio os começos da Vila Velha da Bahia. Ao longo de quatro décadas Correia manteve contatos com os navios europeus que aportavam ao litoral da Bahia em busca de madeira da "Caesalpinia echinata" (pau-brasil) e outros géneros tropicais. As relações com exploradores franceses:3 levaram-no, entre 1526 e 1528, a visitar aquele país, onde a companheira foi batizada em Saint-Malo, Catherine du Brésil, possivelmente em homenagem a Catherine des Granches, esposa de Jacques Cartier, que foi a sua madrinha. Terão então conhecido Pedro Fernandes Sardinha, que viria a ser o primeiro bispo do território brasileiro. Posteriormente, Paraguaçu passaria a ser referida como Catarina Álvares Paraguaçu. No entanto, a própria viagem é questionada por alguns historiadores, como José Gomes Goes. Na mesma ocasião, teria sido batizada outra indígena Tupinambá, Perrine, o que fundamenta outra lenda segundo a qual várias indígenas, por ciúmes, teriam se jogado ao mar para acompanhar Caramuru quando este partia para a França com Paraguaçu.
Sob o governo do donatário da capitania da Bahia, Francisco Pereira Coutinho, recebeu importante sesmaria, tendo procurado exercer uma função mediadora entre os colonos e os indígenas, não conseguindo, todavia, evitar o reencontro de Itaparica, onde, após naufrágio do bergantim que possuía vindo de Porto Seguro, Pereira Coutinho perdeu a vida devorado pelos tupinambás no local hoje conhecido como Cacha Pregos. Diogo Álvares, por suas ligações e proeminência entre os indígenas, escapou ileso, retornando a Salvador. Alguns relatos dão conta de desavenças entre os dois portugueses, com intervenção dos indígenas a favor de Diogo Álvares.
Conhecedor dos costumes nativos, Diogo Álvares contribuiu para facilitar o contato entre estes e os primeiros missionários e administradores europeus. Em 1548, tendo D. João III de Portugal formulado o projeto de instituição do governo-geral no Brasil, recomendou ao Caramuru que criasse condições para que a expedição de Tomé de Sousa fosse bem recebida, fato que revela a importância que o antigo náufrago alcançara também na Corte portuguesa.
Foi sepultado no Mosteiro de Jesus, hoje Catedral-Basílica Primacial de São Salvador, em Salvador, que era Colégio da Companhia de Jesus, à qual deixou metade dos seus bens.
O seu naufrágio e vida junto aos indígenas foram envoltos em contornos de lenda na obra do padre jesuíta Simão de Vasconcelos, em 1680, na qual se inspirou, um século mais tarde, frei José de Santa Rita Durão para compor o poema épico em dez cantos Caramuru (1781).

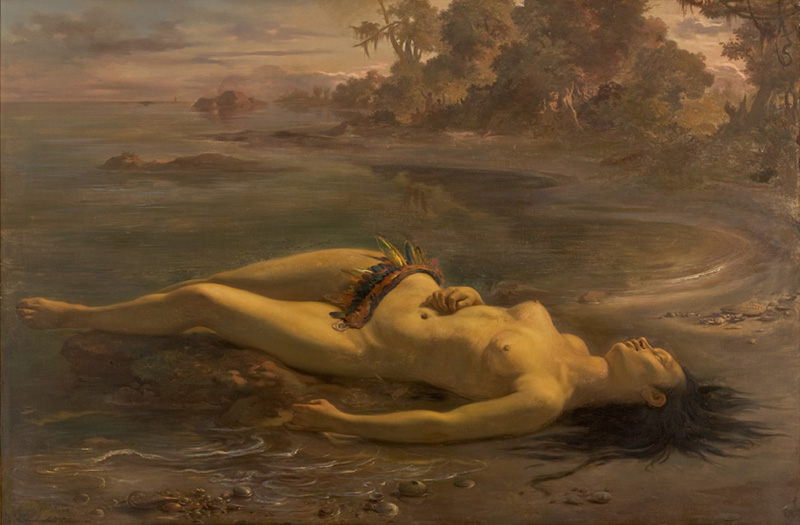
Moema (Victor Meirelles, 1866. MASP).

## Linhagem
Diogo teve ao todo quatro filhas com Paraguaçu:
- Anna Álvares Correia, casada com Custódio Rodrigues Correia (Santarém –), com descendência;
- Genebra Álvares Correia (Bahia, c. 1520 –), casada com Vicente Dias de Beja (Beja, c. 1505 – Bahia, 1570), Moço Fidalgo da Casa do Infante D. Luís de Portugal, Duque de Beja, Fidalgo alentejano, "protegido do Infante D. Luiz" (irmão do rei D. João III de Portugal e figura importante na Corte, Cavaleiro da Ordem dos Cavaleiros de Nosso Senhor Jesus Cristo, que chegou ao Brasil vindo em companhia do donatário da capitania da Bahia Francisco Pereira Coutinho em fins de 1536, com descendência;[19][20][21][22][23][24]
- Apolônia Álvares Correia, casada com o Capitão João de Figueiredo Mascarenhas, o Boatucá, Buatacá ou Mboy-Tatá (o Cobra de Fogo) (Faro, 1537 – Bahia), Fidalgo Cavaleiro da Casa Real em 1567, com descendência;
- Grácia Álvares Correia, casada com Antão Gil (Évora – 31 de Outubro de 1603), com descendência.

E além destes, teve inúmeros filhos com outras esposas indígenas, como era comum entre os Tupinambás:
- Gaspar Álvares, casado com Maria Rabelo, Rabello, Rebelo ou Rebello, irmã de Lopo Rabelo, Rabello, Rebelo ou Rebello, Escrivão da Alçada;
- Marcos Álvares;
- Manoel Álvares (da mesma mãe de João);
- João Álvares (da mesma mãe de Manoel);
- Diogo Álvares;
- Brites Álvares, casada com Antônio Vaz, com descendência;
- Felipa Álvares Dias, casada com Paolo dito Paretino di Giacomo Adorno, logo Paulo Dias Adorno (- Rio de Janeiro, Capitania do Rio de Janeiro, 1573), com descendência;
- Madalena Álvares, considerada a primeira mulher alfabetizada do Brasil, casada com Afonso Rodrigues, com descendência;
- Helena Álvares, casada com João Luiz, com descendência;
- Izabel Álvares, casada com Francisco Rodrigues, com descendência;
- Catarina Álvares, casada com Gaspar Dias, com descendência.

## Na mídia
Em 2001, a sua história foi transformada em um filme brasileiro Caramuru - A invenção do Brasil. No filme, Paraguaçu tinha como irmã a lendária Moema, originariamente citada (sem essa relação de parentesco) no poema "Caramuru" de Frei Santa Rita Durão (1781).